# ديانا غونزاليس
ديانا غونزاليس (بالإسبانية: Diana Victoria)‏ هي لاعبة كرة قدم مكسيكية، ولدت في 10 سبتمبر 1993 في تولوكا في المكسيك، وتوفيت في 1 نوفمبر 2019 في مدينة مكسيكو في المكسيك بسبب السكري. لعبت مع نادي أمريكا (السيدات).